# Stenungsundskustens naturvårdsområde
Stenungsundskustens naturvårdsområde är ett naturvårdsområde (sedan 1999 likställt med naturreservat) i Jörlanda och Norums socknar i Stenungsunds kommun i Bohuslän.
Området är skyddat sedan 1988 (utökat 2013) och omfattar 1 820 hektar. Stenungsundskusten utgör kustvatten- och strandområden från Stenungsön och Tjörnbron i norr till Timmervik och kommungränsen mot Kungälv i söder. Således omfattar det Hakefjordens nordöstra delar. Hela området omfattas av naturvårdsområdet Stenungssundskusten och i söder ingår även naturreservatet Ramsön med Keholmen. I öster ligger Stenungsund, Stora Höga och Jörlanda. 
De marina delarna av område domineras av grunda bottnar företrädesvis av sand eller lera. Klippor och hårda bottnar förekommer genom inslag av skär och öar i kustområdet. Strandområdena utgörs mest av salta strandängar och betesmarker.
De grunda bottnarna i vattenområdet har stor betydelse för växt- och djurliv. De utgör lek- och uppväxtområde för ett många fiskarter som även har betydelse för det kommersiella fisket. Havsområdena övergår på land dels till betade ängar dels till ett klipplandskap. Under vår och höst utgör de grunda vattenområdena med närbelägna strandängar viktiga rastplatser för flyttande vadare och sjöfågelarter.
För många fågelarter utgör området häcknings- och näringsplatser.
Området ingår i EU:s ekologiska nätverk av skyddade områden, Natura 2000 och förvaltas av Stenungsunds kommun.

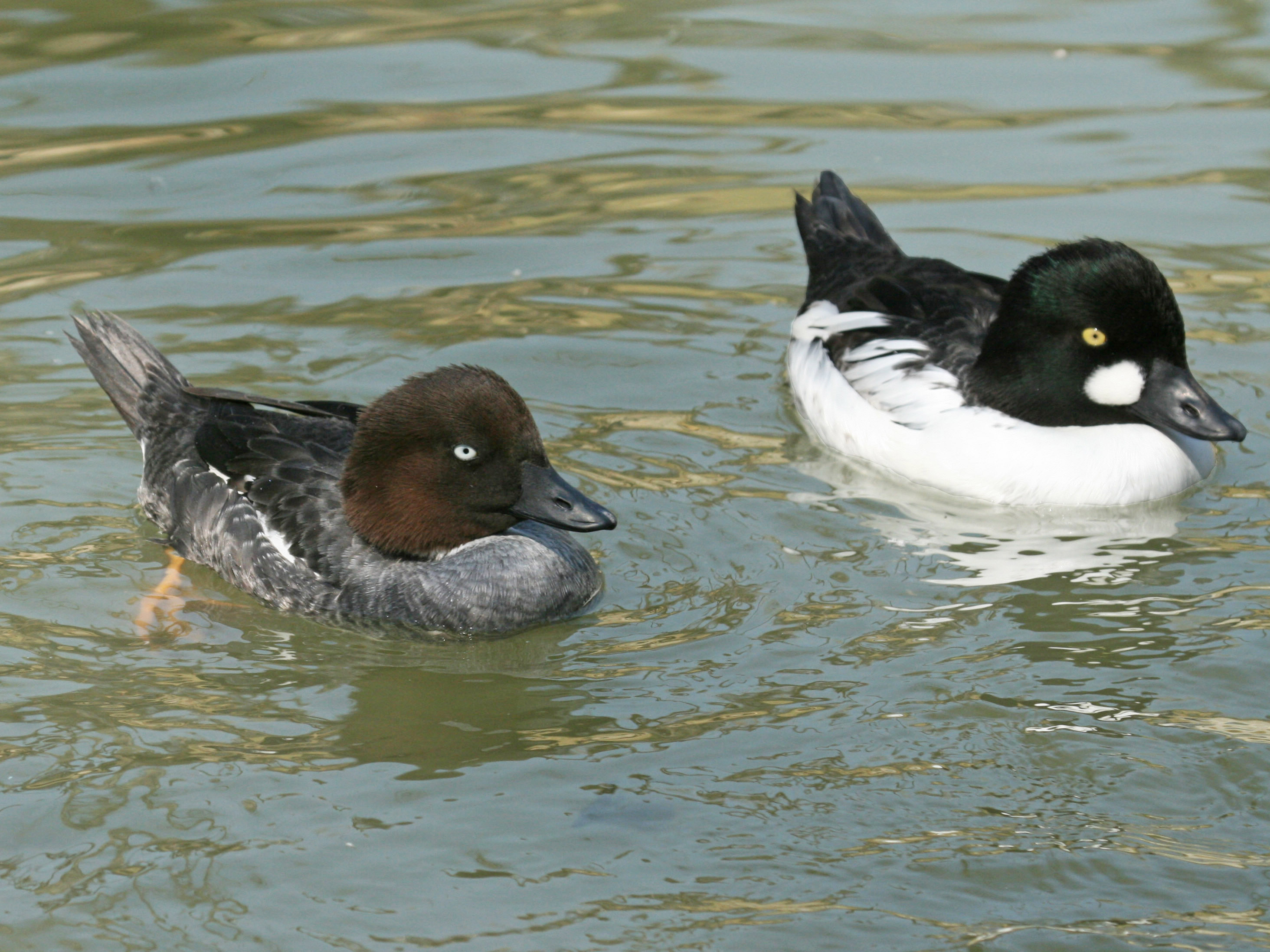
Andfågeln Knipa, hona och hane